# غوفر آكل البصل
غوفر آكل البصل (الاسم العلمي:Thomomys bulbivorus) هو نوع من الحيوانات يتبع جنس غوفر جيبي من فصيلة الغوفرية.